# نلیبورگ (میسیسیپی)
نلیبورگ (به انگلیسی: Nellieburg) مکانی در ایالت میسیسیپی کشور ایالات متحده آمریکا است که جمعیت آن در سرشماری سال ۲۰۱۰ میلادی، ۱٬۴۱۴
نفر بوده‌است.